# New Shoreham
Pour les articles homonymes, voir Shoreham.
New Shoreham est une ville américaine (town) située dans le comté de Washington, dans l'État de Rhode Island. Elle correspond à l'île de Block Island.
La municipalité s'étend sur 9,08 mille carré (23,52 km2) de terre. Si l'on inclut son territoire maritime, New Shoreham couvre 109,51 milles carrés (283,63 km2).
D'après le recensement de 2010, elle compte 1 051 habitants, ce qui en fait la ville la moins peuplée de l'État.